# L'Essor
L'Essor was een vereniging van beeldende kunstenaars in Brussel, actief van 1876 tot 1891.
L'Essor ontstond onder de naam “Cercle des Elèves et Anciens Elèves des Académies des Beaux-Arts de Bruxelles” in 1876, en pas in november 1879 nam de vereniging de naam L'Essor aan. Deze naam verwees niet langer naar een band met de Kunstacademie. Daaruit moest de onvrede met het academisch onderricht blijken en een voorkeur voor een realistische kunst. De stichters aanzagen zichzelf als progressief en wilden zich afzetten tegen de als conservatief en bourgeois bestemple Cercle Artistique et Littéraire de Bruxelles.
Tot de initiële stichters behoorden Louis Cambier, Léon Herbo, Henri Permeke, Louis Pion en Franz Seghers, merkwaardig genoeg allemaal kunstenaars die nooit het label “progressief” zouden krijgen.
Ten tijde van de naamsverandering behoorden Emile Hoeterickx, Julien Dillens, Amédée Lynen en Auguste-Ernest Sembach al tot de groep.
Gaandeweg sloten meer kunstenaars zich aan bij L'Essor: Fernand Khnopff (eerste deelname aan een tentoonstelling van L'Essor in 1881), Frantz Charlet, James Ensor, Dario de Regoyos, Albert Baertsoen,  Jean Mayné, Théo Van Rysselberghe, Willy Schlobach, Guillaume Vogels, Léon Frédéric, François Halkett, Pierre George, Adolphe Hamesse,  Alexandre Hannotiau, Léon Houyoux, Antoine Lacroix, Frans Van Leemputten en Agapit Stevens.  Enkelen vertrokken in 1883 na onenigheid naar de nieuwe kunstkring Les XX. Die onvrede kwam er vooral doordat L'Essor niet echt een programma had en daardoor een huis was voor zowel traditionelere realisten als voor avant-gardisten. Ook de kunstenaarsvereniging "Pour l'Art" die in 1892 ontstond was een gevolg van onvrede van jongeren met oudere leden binnen L'Essor. 

## Doelstellingen
De bedoeling was het organiseren van tentoonstellingen met werk van leden van de groep. L'Essor deed dat in Brussel, Antwerpen, Oostende en Londen.
Anderzijds waren zij ook een belangenvereniging die gunstige prijzen bedong bij leveranciers van kunstmaterialen, dit door middel van samenaankoop. Er waren ook veel excursies, feestjes en soirées waarvoor er een heus feestcomité bestond.
De vereniging was streng gestructureerd met een voorzitter en een uitgebreid bestuur dat ook als jury voor de tentoonstellingen optrad.

## Tentoonstellingen
In principe organiseerde L'Essor één tentoonstelling met werk van leden per jaar.
Er zijn zo'n 15 tentoonstellingen gekend tussen 1876 en 1891. De tentoonstellingen gingen gepaard met een tombola van kunstwerken.
Er waren ook enkele burleske tentoonstellingen met grappige tot compleet nonsensikale werken, de zogenaamde "Zwanze"-tentoonstellingen (1885 en 1887).
L'Essor bestond ongeveer simultaan met La Chrysalide maar overleefde deze concurrerende vereniging. Ook de werking van L'Union des Arts en van Les XX viel binnen de bestaansperiode van L'Essor. Na de ontbinding in 1891 van L'Essor werd in 1892 de kunstkring "Pour l'Art" opgericht.

## Concerten
L'Essor organiseerde concerten in samenwerking met "L'Union Instrumentale", een vereniging die jonge musici groepeerde.